# 榎屋克優
榎屋 克優（えのきや かつまさ、1987年 - ）は、日本の漫画家。神奈川県横浜市出身。男性。神奈川県立神奈川工業高等学校デザイン科を経て京都精華大学マンガ学部卒業。身長172cm。体重53kg。京都府在住。

## 略歴
- 1987年、神奈川県横浜市で体育教師の父親と保健教師の母親との間に誕生[1]。
- 大学在学中の2006年、第61回ヤングジャンプ月例MANGAグランプリにて、『サラリーマンの死』が準優秀賞を受賞。
- 2007年、第69回ヤングジャンプ月例MANGAグランプリにて、『あいす』が準グランプリを受賞。
- 2010年、『週刊ヤングジャンプ』にて、『日々ロック』の連載を開始。
- 2014年、『ミラクルジャンプ』（集英社）にて、『テキサスレディオギャング』の連載を開始。
- 2016年、『ビッグコミックスペリオール』（小学館）にて、『ミツコの詩』の連載を開始。

## 人物
- 学生時代はイジメられっ子であった。その時の経験は『日々ロック』の主人公・日々沼拓郎の設定にも反映されている[2]。
- 『日々ロック』の連載を始めた当初は、身内や友人、さらには2ちゃんねるでも作品を酷評され自信喪失に陥り、『週刊ヤングジャンプ』の巻末欄に「僕のマンガって面白いですかね?」と弱気なコメントを残してしまったことがある。それに対して、読者からは“喝!”と書かれた手紙が届いた[2]。
- 映画『日々ロック』のタイアップ曲「今夜いますぐに」（忘れらんねえよ）で共同作詞者としてクレジットされている。
- 京都精華大学生通り魔殺人事件の被害者とは同級生であり、現在も事件解決のための発信活動に参加している[3]。

## 作品リスト

### 連載
- 日々ロック（『週刊ヤングジャンプ』2010年[4] - 2015年[5]） - 不定期連載
- テキサスレディオギャング（『ミラクルジャンプ』2014年5月号[6] - 2014年10月号[7]）
- ミツコの詩（『ビッグコミックスペリオール』2016年9号[8] - 2017年5号） - シリーズ連載
- 1%の恋〜童貞の僕とアセクシャルな彼女〜（『ピッコマ』2020年5月28日[9] - ） - 『1%の恋』のタイトルで書籍化。
- いじめ探偵（原案・シナリオ協力：阿部泰尚、『やわらかスピリッツ』2021年3月15日 - 2021年10月27日）
- メゾン・ド・レインボー（監修：レインボー、『コミックアルナ』2022年11月号[10] - 2023年9月号[11]）
- ブルーブルーそしてブルース（『webアクション』2023年4月28日[12] - 2024年3月22日）

### 読み切り
- あいす（『週刊ヤングジャンプ』2007年31号）
- サラリーマンの死（ヤングジャンプ増刊『漫革』Vol.58、2007年） - 『ミッドナイト・ウォーク』に収録[13]。
- 2人の手はつながったまま（2007年[13]） - 『ミッドナイト・ウォーク』に収録[13]。
- 夜半（同人誌『SAY』、2008年） - 『ミッドナイト・ウォーク』に収録[13]。
- 心探偵（2008年[13]） - 『ミッドナイト・ウォーク』に収録[13]。
- 日々ロック（『月刊ヤングジャンプ』9月号、2009年）
- ロックンロールを聴かせておくれ（京都精華大学マンガ学部卒業制作、2010年[13]） - 『ミッドナイト・ウォーク』に収録[13]。
- ファンタスティックキラーコンドーム（『総合マンガ誌 キッチュ』第二号、2010年） - 『ミッドナイト・ウォーク』に収録[13]。

### 書籍
- 『日々ロック』集英社〈ヤングジャンプ・コミックス〉2010年 - 2015年、全6巻
- 『ミッドナイト・ウォーク』太田出版、2011年8月18日発売[13]、ISBN 978-4-7783-2145-1
- 『日々ロック BOOTLEG』集英社〈ヤングジャンプ・コミックス〉、2014年[7]、短編集
- 『テキサスレディオギャング』集英社〈ヤングジャンプ・コミックス〉、2014年10月17日発売[7]、ISBN 978-4-08-890060-5
- 『ミツコの詩』小学館〈ビッグコミックス〉、既刊1巻
  1. 2017年4月28日発売[14]、ISBN 978-4-09-189482-3
- 『1%の恋』KADOKAWA〈ビームコミックス〉、全3巻
  1. 2021年6月11日発売[15][16]、ISBN 978-4-04-736686-2
  2. 2021年6月11日発売[15][17]、ISBN 978-4-04-736687-9
  3. 2021年9月10日発売[18]、ISBN 978-4-04-736748-7
- 『いじめ探偵』原案・シナリオ協力：阿部泰尚、小学館〈ビッグコミックス〉、全3巻
  1. 2021年7月12日発売[19][20]、ISBN 978-4-09-861103-4
  2. 2021年12月10日発売[21]、ISBN 978-4-09-861226-0
  3. 2024年8月8日発売[22]、ISBN 978-4-09-863051-6
- 『メゾン・ド・レインボー』監修：レインボー、KADOKAWA〈MFコミックス〉、全2巻
  1. 2023年3月14日発売[23][24]、ISBN 978-4-04-682281-9
  2. 2023年10月14日発売[25]、ISBN 978-4-04-682707-4
- 『ブルーブルーそしてブルース』双葉社〈アクションコミックス〉、全2巻
  1. 2023年9月21日発売[26][27]、ISBN 978-4-575-85891-4
  2. 2024年3月21日発売[28]、ISBN 978-4-575-85945-4